# 日曜スクープ
『日曜スクープ』（にちようスクープ）は、BS朝日で2017年10月8日から生放送されている報道番組である。

## 概要
2017年9月24日迄、同じ放送枠にて放送されていた『いま世界は』の後続番組として放送開始。本番組では、世界で注目されている日本のニュースをピックアップし、前半パートの「ニュースの核心に迫る! 時事論考」と後半パートの「徹底解説 ニュースの焦点」と分けて海外の視点と日本の視点を比較しつつ、専門家と共に、巨大パネルを使用しながら解説する構成である。
また、当該番組もテレビ朝日本社内の第5スタジオから、先代の『ワイド!スクランブル』のセットを用いて生放送している。2018年から、番組終盤に小松が出演している『AbemaPrime』（AbemaNews）にて扱った話題をVTRにて紹介するパートも存在する。
2018年1月7日は、前放送枠で編成されている『激論!クロスファイア』の合体で「『激論!クロスファイア』×『日曜スクープ』 報道5時間 生放送スペシャル〜」（18:00 - 22:54）として放送された。
2018年9月30日をもって、前番組の『いま世界は』から続いた小松が『ワイド!スクランブル』を担当するため降板した。同年10月14日から、山口豊が男性キャスターへと就任。
2020年3月29日をもって、前番組の『いま世界は』から続いたコメンテーターの川村が降板。同年4月5日より、コメンテーターには、河野克俊・杉田弘毅・木内登英・片山善博を日替わりで起用。同時に女性キャスターが大木優紀から上山千穂へと交代し、『ANNスーパーJチャンネル（土曜版）』の出演者が担当するようになった。
2021年4月4日から、男性キャスターの山口から菅原知弘に交代すると同時に上山がメイン格に昇格。前番組の『いま世界は』以来7年ぶりに放送開始時刻を6分繰り下げ・短縮・フライングスタート廃止の19:00開始に変更された。
2023年7月9日をもって、菅原が1年間の育児休暇のため降板。翌週16日は世界水泳のため放送休止を挟み、同月23日より飯村真一が担当。
2024年11月3日並びに同月以降の毎月最終週は放送波が地上波（テレビ朝日系列）からBSに移行される『朝まで生テレビ!』を編成するため、該当週は休止する。当初は同年10月の最終週（27日）から実施する予定であったが、第50回衆議院議員総選挙に伴い、同年11月3日に延期となった。

## 出演者

### キャスター
テレビ朝日アナウンサーが担当。
- 上山千穂（2020年4月5日 - ）
- 飯村真一（2023年7月23日 - ）

### コメンテーター
いずれも2020年4月5日より、週替わりで登場。
- 河野克俊（前統合幕僚長）
- 杉田弘毅（共同通信社、特別編集委員）
- 木内登英（野村総合研究所・元日銀審議委員）
- 片山善博（元総務大臣・前鳥取県知事）

### ナレーション
- 佐分千恵（元テレビ朝日アナウンサー）[8]

### 過去の出演者
- ◎：テレビ朝日アナウンサー
- ☆：テレビ朝日コメンテーター

| 期間 | 期間          | キャスター◎ | キャスター◎ | コメンテーター                          | ナレーション |
| --- | ------------- | ----------- | ----------- | --------------------------------------- | ------------ |
| 2017年10月8日                                                                                            | 2018年9月30日 | 小松靖1     | 大木優紀    | 川村晃司1☆                              | 佐分千恵     |
| 2018年10月14日                                                                                           | 2020年3月29日 | 山口豊2     | 大木優紀    | 川村晃司1☆                              | 佐分千恵     |
| 2020年4月5日                                                                                             | 2021年3月21日 | 山口豊2     | 上山千穂2   | 河野克俊3 杉田弘毅3 木内登英3 片山善博3 | 佐分千恵     |
| 2021年4月4日                                                                                             | 2023年7月9日  | 菅原知弘2   | 上山千穂2   | 河野克俊3 杉田弘毅3 木内登英3 片山善博3 | 佐分千恵     |
| 2023年7月23日                                                                                            | 現在          | 飯村真一    | 上山千穂2   | 河野克俊3 杉田弘毅3 木内登英3 片山善博3 | 佐分千恵     |
| - 1 前番組『いま世界は』から続投。 - 2 『ANNスーパーJチャンネル（土曜版）』と兼務。 - 3 週替わりで登場。 |               |             |             |                                         |              |

## 放送時間
※テレビ放送
| 期間          | 期間          | 放送時間（JST）               |
| ------------- | ------------- | ----------------------------- |
| 2017年10月8日 | 2021年3月21日 | 日曜日 18:54 - 20:54（120分） |
| 2021年4月4日  | 現在          | 日曜日 19:00 - 20:54（114分） |

- 特別番組（世界フィギュアスケート国別対抗戦など）の放送やスポーツ中継（ABCテレビ制作の全国高校野球選手権大会中継）の延長により短縮または休止になる場合がある[9]。
- 2024年11月3日並びに同月以降の毎月最終週は『朝まで生テレビ!』を放送するため、該当週は休止する[5][6]。
- 2018年5月27日放送分は、世界バドミントン国別対抗戦 トマス杯&ユーバー杯2018（英語版）中継延長のため、1時間の短縮放送。

ネット再配信
- 2018年4月15日 - ：日曜 23:40 - 1:35（AbemaNews）同日時差ネット（権利関係の一部内容がカットされる）[10]。

## スタッフ
- 技術協力：FLEX
- 制作協力：JCTV
- 制作著作：BS朝日、テレビ朝日